# Adhemar Canavesi
Adhemar Canavesi, teils auch als Adhemar Canavessi geführt, (* 18. August 1903 in Montevideo; † 14. November 1984 ebenda) war ein uruguayischer Fußballspieler.

## Verein
Der als Verteidiger eingesetzte Canavesi spielte mindestens in den Jahren 1927 bis 1928 für den montevideanischen Club Bella Vista, mit dem er am Saisonende den zehnten bzw. neunten Tabellenplatz belegte. Ferner gehörte er 1931, 1932 und 1934 dem Kader von Peñarol Montevideo in der Primera División an. In diesem Zeitraum gewannen die Aurinegros 1932 jeweils die uruguayische Meisterschaft. Dies war der erste vergebene Titel nach Einführung des Profifußballs in Uruguay.

## Nationalmannschaft
Canavesi war auch Mitglied der uruguayischen A-Nationalmannschaft. Insgesamt absolvierte er von seinem Debüt am 14. Juli 1925 bis zu seinem letzten Spiel für die Celeste am 7. Juni 1928 neun Länderspiele. Einen Treffer erzielte er dabei nicht.  Er nahm mit der Nationalelf an der Südamerikameisterschaft 1927 teil. Uruguay belegte hinter der argentinischen Auswahl den zweiten Platz. Canavesi wirkte in zwei Begegnungen mit. Im Turnier-Spiel gegen Argentinien am 20. November 1927 unterlief ihm ein Eigentor zum 2:3-Endstand. Bei den Olympischen Sommerspielen 1928 feierte Canavesi mit dem Kader der Celeste seinen größten Karriereerfolg. Die Mannschaft wurde Olympiasieger. Canavesi bestritt eine Partie im Rahmen des olympischen Turniers.

## Erfolge
- Olympiasieger 1928
- Vize-Südamerikameister 1927
- Uruguayischer Meister 1932